# Caffrocrambus albistrigatus
Caffrocrambus albistrigatus là một loài bướm đêm trong họ Crambidae.